# Françoise Brochard-Wyart

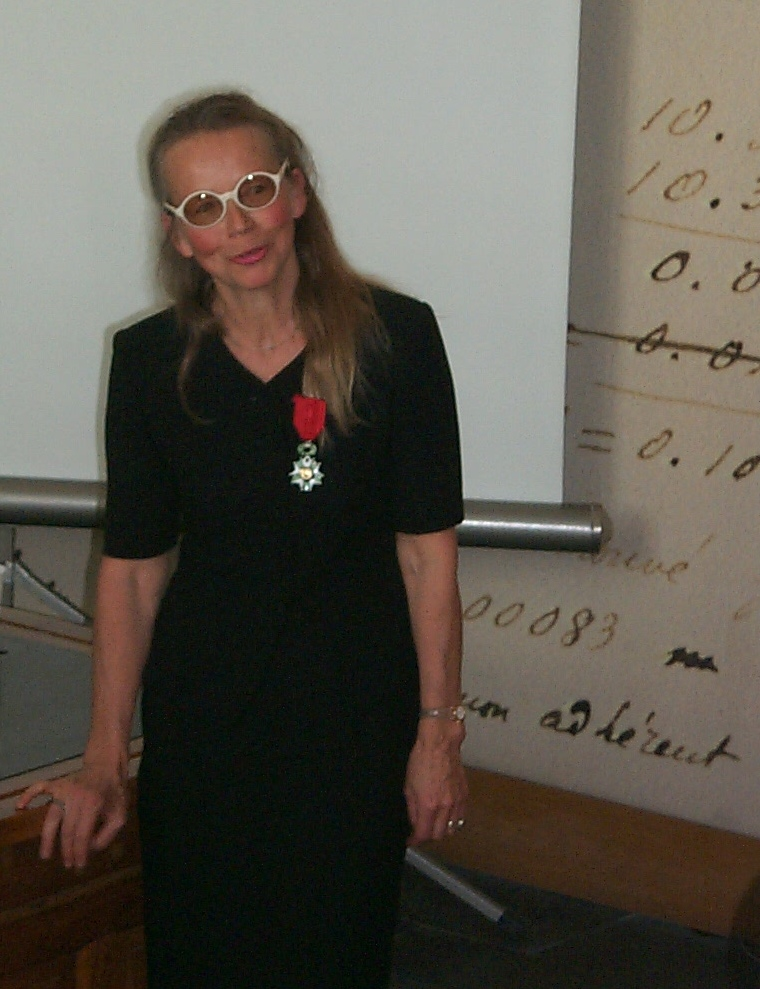
Françoise Brochard-Wyart

Françoise Brochard-Wyart (* 1944 in Saint-Étienne) ist eine französische Physikerin und Professorin. Ihr Arbeitsgebiet ist die Theorie der weichen Materie.

## Biographie
Sie besuchte ab 1964 die École normale supérieure de Cachan, wo sie 1968 ihren Abschluss (Agrégation) in Physik machte. Anschließend arbeitete sie am Labor für Festkörperphysik in Orsay unter der Betreuung von Pierre-Gilles de Gennes  an ihrer Dissertation. Sie wurde 1974 mit einer Arbeit über Flüssigkristalle promoviert.
Nach Arbeiten zur Polymerdynamik am Collège de France, an dem sie seit 1977 war, wurde sie 1986 auf eine Professur für Physikalische Chemie an der Université Pierre et Marie Curie in Paris berufen. Arbeitsgebiete sind dort Benetzung und Grenzflächen.
1991 wechselte sie ans Institut Curie, wo sie die Arbeitsgruppe Biophysik leitete. Seit 2003 ist sie außerdem Mitglied des Institut Universitaire de France. Seit 2014 ist sie emeritiert.
Sie ist eine Nichte des Kristallographen Jean Wyart.

## Auszeichnungen
- Prix Jean Ricard der SFP 1998.
- Besondere Erwähnung beim Prix Roberval 2007 für die Arbeit „Gouttes, bulles, perles et ondes“[3], verfasst in Zusammenarbeit mit Pierre-Gilles de Gennes und David Quéré.
- 2017 wurde sie zum Ehrendoktor der ETH Zürich ernannt.[4]

## Veröffentlichungen
- J. Bok, J.Prost, F. Brochard-Wyart: De Gennes' Impact in Science. Imperial College Press, 2009. ISBN 9814280631 (englisch).
- P.-G. de Gennes, D. Quéré, F. Brochard-Wyart: Gouttes, bulles, perles et ondes. Berlin 2005. ISBN 9782701140551.